# Landkreis Grünberg i. Schles.
| Landkreis Grünberg i. Schles. | Landkreis Grünberg i. Schles.                                           |
| ----------------------------- | ----------------------------------------------------------------------- |
| Wappen                        |                                                                         |
| Preußische Provinz            | Schlesien (1815–1919, 1938–1941) Niederschlesien (1919–1938, 1941–1945) |
| Regierungsbezirk              | Liegnitz                                                                |
| Kreisstadt                    | Grünberg in Schlesien                                                   |
| Fläche                        | 860 km²                                                                 |
| Einwohner                     | 65.739 (1939)                                                           |
| Bevölkerungsdichte            | 76 Ew./km² (1939)                                                       |
| Gemeinden                     | 66 (1939)                                                               |
|                               |                                                                         |
| Karte des Kreises Grünberg    |                                                                         |

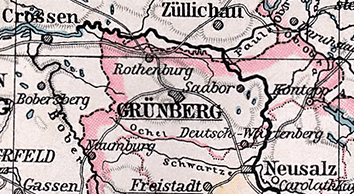
Landkreis Grünberg, 1905

Der Landkreis Grünberg i. Schles. war ein preußischer Landkreis in Schlesien, der von 1742 bis 1945 bestand. Seine Kreisstadt war die Stadt Grünberg in Schlesien, die von 1922 bis 1933 einen eigenen Stadtkreis bildete. Das ehemalige Kreisgebiet liegt seit 1945 in der Woiwodschaft Lebus in Polen.

## Verwaltungsgeschichte
Nach der Eroberung des größten Teils von Schlesien durch Preußen im Jahre 1741 wurden durch die königliche Kabinettsorder vom 25. November 1741 in Niederschlesien die preußischen Verwaltungsstrukturen eingeführt. Dazu gehörte die Einrichtung zweier Kriegs- und Domänenkammern in Breslau und Glogau sowie deren Gliederung in Kreise und die Einsetzung von Landräten zum 1. Januar 1742.
Im Fürstentum Glogau wurden aus den sechs bestehenden alten schlesischen Weichbildern Freystadt, Glogau, Grünberg, Guhrau, Schwiebus und Sprottau preußische Kreise gebildet. Als erster Landrat des Kreises Grünberg wurde Christoph Erdmann von Nassau eingesetzt. Der Kreis unterstand der Kriegs- und Domänenkammer Glogau, aus der im Zuge der Stein-Hardenbergischen Reformen 1815 der Regierungsbezirk Liegnitz der Provinz Schlesien hervorging.
Bei der Kreisreform vom 1. Januar 1820 im Regierungsbezirk Liegnitz erhielt der Kreis Grünberg vom Kreis Glogau die Dörfer Grunwald, Jäschane, Kolzig, Lipke, Neu Otternstädt und Schlabrendorf. In der Folgezeit setzte sich die Bezeichnung Grünberg i. Schles. durch.
Zum 8. November 1919 wurde die Provinz Schlesien aufgelöst. Aus den Regierungsbezirken Breslau und Liegnitz wurde die neue Provinz Niederschlesien gebildet. Zum 1. April 1922 schied die Stadt Grünberg i. Schles. aus dem Kreis aus und bildete einen eigenen Stadtkreis. Damit erhielt der Kreis Grünberg i. Schles. die Bezeichnung Landkreis. Zum 30. September 1928 fand im Landkreis Grünberg i. Schles. entsprechend der Entwicklung im übrigen Freistaat Preußen eine Gebietsreform statt, bei der alle Gutsbezirke aufgelöst und benachbarten Landgemeinden zugeteilt wurden.
Am 1. Oktober 1932 wurden der Landkreis Grünberg i. Schles. vorübergehend um den größten Teil des aufgelösten Kreises Freystadt sowie einen Teil des aufgelösten Kreises Sagan vergrößert. Am 1. Oktober 1933 wurde
aus diesen Gebieten der Kreis Freystadt i. Niederschles. wiederhergestellt und der Kreis Grünberg wieder auf seinen alten Umfang verkleinert. Zum Ausgleich dafür wurde die Stadt Grünberg wieder eingekreist. Dadurch erhielt der Landkreis Grünberg i. Schles. wieder die Bezeichnung Kreis.
Am 1. April 1938 wurden die preußischen Provinzen Niederschlesien und Oberschlesien zur neuen Provinz Schlesien zusammengeschlossen. Am 1. Oktober 1938 erhielt der Kreis Grünberg die Gemeinde Lache aus dem Kreis Fraustadt sowie die Gemeinden Bruchdorf, Fleißwiese, Friedendorf, Kreutz, Ostlinde, Ostweide, Pfalzdorf, Ruden, Schönforst und Schwenten aus dem aufgelösten Kreis Bomst hinzu. Zum 18. Januar 1941 wurde die Provinz Schlesien aufgelöst. Aus den Regierungsbezirken Breslau und Liegnitz wurde die neue Provinz Niederschlesien gebildet.
Im Februar 1945 eroberte die Roten Armee das Kreisgebiet und unterstellte es im Juni 1945 der Verwaltung der Volksrepublik Polen. Diese vertrieb in der Folgezeit nahezu die gesamte Bevölkerung aus dem Kreisgebiet und besiedelte es mit Polen.

## Einwohnerentwicklung
| Jahr | Einwohner | Quelle |
| ---- | --------- | ------ |
| 1795 | 31.996    | [ 12 ] |
| 1819 | 36.400    | [ 13 ] |
| 1846 | 49.579    | [ 14 ] |
| 1871 | 51.385    | [ 15 ] |
| 1885 | 52.764    | [ 16 ] |
| 1900 | 56.826    | [ 17 ] |
| 1910 | 61.501    | [ 17 ] |
|      |           |        |
| 1925 | 35.997    | [ 18 ] |
|      |           |        |
| 1939 | 65.739    | [ 18 ] |

## Landräte
- 1742–175200Christoph Erdmann von Nassau[4]
- 1752–175500Gustav Christian von Prittwitz und Gaffron[4]
- 1757–178300Maximilian Adolph von Stentzsch[4]
- 1783–179000Friedrich Gottlob von Kottwitz[4]
- 1790–181400Johann Ernst von Stentzsch[4]
- 1815–183400Wilhelm von Nikisch
- 1834–184200Friedrich zu Schönaich-Carolath (1790–1859)
- 1842–186700Wilhelm Ernst Stephan von Bojanowski
- 1867–188700Ernst Carl Thure von Klinckowstroem
- 1887–189200Günther von Seherr-Thoß (1859–1926)
- 1892–190300Joachim von Lamprecht
- 1903–191100Hans Joachim von Brockhusen (1869–1928)
- 1911–191700Otto Junghann (1873–1964)
- 1917–193400Hermann Ercklentz (1876–1962)
- 1934–193900Arthur Joachim
- 1939–194200Helmut Grande
- 1942–194300Herbert Suesmann (* 1885)
- 1943–194500Hubert Schönberg

## Kommunalverfassung
Der Kreis Grünberg i. Schles. gliederte sich seit dem 19. Jahrhundert in Städte, Landgemeinden und Gutsbezirke. Mit Einführung des preußischen Gemeindeverfassungsgesetzes vom 15. Dezember 1933 gab es ab dem 1. Januar 1934 eine einheitliche Kommunalverfassung für alle preußischen Gemeinden. Mit Einführung der Deutschen Gemeindeordnung vom 30. Januar 1935 wurde zum 1. April 1935 das Führerprinzip auf Gemeindeebene durchgesetzt. Die Gemeinden waren in Amtsbezirken zusammengefasst, allerdings bildeten die 1938 vom Kreis Bomst übernommenen Gemeinden einen Polizeidistrikt. Eine neue Kreisverfassung wurde nicht mehr geschaffen; es galt weiterhin die seit 1881 gültige Kreisordnung für die Provinzen Ost- und Westpreußen, Brandenburg, Pommern, Schlesien und Sachsen vom 19. März 1881.

## Gemeinden
Der Landkreis Grünberg umfasste zuletzt drei Städte und 63 Landgemeinden:
| - Altkessel - Bobernig - Boyadel - Bruchdorf - Buchelsdorf - Dammerau - Deutsch Kessel - Deutsch Wartenberg, Stadt - Drentkau - Droschkau - Eichwaldau - Fleißwiese - Friedendorf - Friedersdorf - Fürsteneich - Gabelsdorf - Groß Lessen | - Großheiden - Grünberg i. Schles., Stadt - Grünwald - Günthersdorf - Hammer - Heinersdorf - Jonasberg - Kleinitz - Kolzig - Kontopp - Krampe - Kreutz - Kühnau - Külpenau - Kunersdorf - Lache - Lansitz | - Läsgen - Lättnitz - Lawaldau - Loos - Mesche - Milzig - Nittritz - Ochelhermsdorf - Ostlinde - Ostweide - Pfalzdorf - Pirnig - Plothow - Prittag - Rothenburg (Oder), Stadt - Ruden - Schäferberg | - Schertendorf - Schlabrendorf - Schlesisch Drehnow - Schlesisch Nettkow - Schloin - Schönforst - Schwarmitz - Schweinitz - Schwenten - Seedorf - Seiffersholz - Wenig Lessen - Wittgenau - Zahn - Zauche |

Bis 1928 verloren die folgenden Gemeinden ihre Eigenständigkeit:
- Deutsch Wartenberg, Landgemeinde, am 1. Juni 1924 zur Stadt Deutsch Wartenberg
- Kern, am 17. Oktober 1928 zu Boyadel
- Lipke, am 17. Oktober 1928 zu Kolzig
- Ludwigsthal, am 17. Oktober 1928 zu Saabor
- Mittel Ochelhermsdorf, am 21. Dezember 1908 zu Ochelhermsdorf
- Neu Nettkau, vor 1908 zu Rothenburg (Oder)
- Ober Ochelhermsdorf, am 21. Dezember 1908 zu Ochelhermsdorf
- Otterstädt, am 17. Oktober 1928 zu Kolzig

## Ortsnamen
In der Zwischenkriegszeit wurden die folgenden Gemeinden umbenannt:
- Hohwelze → Gabelsdorf (1936)
- Karschin → Großheiden (1936)
- Polnisch Kessel → Altkessel (1922)
- Polnisch Nettkow → Schlesisch Nettkow (1920)
- Saabor → Fürsteneich (1936)
- Sawade → Eichwaldau (1936)
- Woitscheke → Schäferberg (1936)

## Persönlichkeiten
- Bernhard Josef Kretschmer, Oberbürgermeister der Stadt Grünberg (1924–1941), wurde von den Nationalsozialisten erschossen, weil er sich geweigert haben soll, jüdische und polnische Partisanen zu verraten.
- Franz Wilhelm Prinz von Preußen (* 1943), Unternehmer und Urenkel des letzten Deutschen Kaisers Wilhelm II., geboren auf Schloss Saabor
- Joseph Wiedeberg (* 18. Dezember 1872 in Kleinitz, Kreis Grünberg in Schlesien; † 31. August 1932 in Berlin) war ein deutscher Gewerkschafter und Politiker der Zentrumspartei.